# Jävla karlar
Jävla karlar är en roman av den svenska författaren Andrev Walden, utgiven på Bokförlaget Polaris 2023.
För romanen tilldelades Walden Augustpriset för årets skönlitterära bok 2023.

## Priser och utmärkelser
För Jävla karlar tilldelades Walden Augustpriset för årets skönlitterära bok 2023, med motiveringen: "I perfekt balans mellan lättsinne och bedrövelse skildrar Andrev Walden en pojkes försök att greppa en tillvaro där papporna ständigt byts ut. Jävla karlar är en humoristisk uppgörelse med en annorlunda barndom, som trots genomgående svärta skildras med en outsinlig värme och närvaro."